# Église de l'Immaculée-Conception de Wimereux
L'église de l'Immaculée-Conception est située place du Roi-Albert-Ier à Wimereux, dans le département français du Pas-de-Calais.
L'orgue Speechly & Ingram, fabriqué à Londres en 1870, a été restauré en 1998. Sa partie instrumentale est classée Monument Historique.

## Histoire
La construction de cette église a été décidée par l'abbé Lebègue, curé de Wimille. Réalisée par l'entreprise Varlet et Lacour, de Boulogne, la première pierre en a été posée le 17 novembre 1866. Elle a été consacrée le 27 juin 1868. En 1904, ont été construits un transept et un nouveau chœur.